# 6220 Stepanmakarov
6220 Stepanmakarov este un asteroid din centura principală de asteroizi.

## Descriere
6220 Stepanmakarov este un asteroid din centura principală de asteroizi. A fost descoperit pe 26 septembrie 1978 la Observatorul de Astrofizică din Crimeea de Liudmila Juravliova. Asteroidul prezintă o orbită caracterizată de o semiaxă mare de 3,03 ua, o excentricitate de 0,08 și o înclinație de 9,9° în raport cu ecliptica.